# Hilarius van Arles

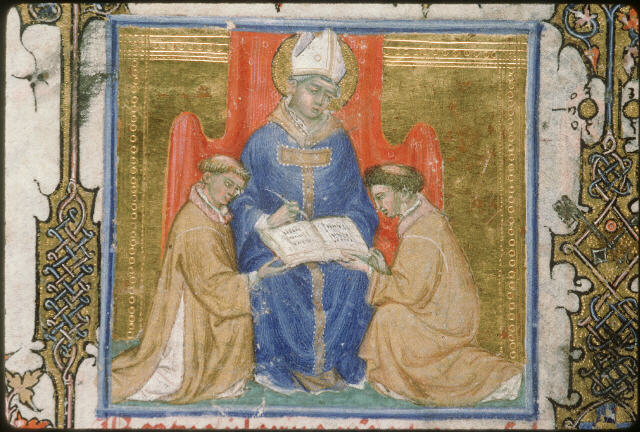
Hilarius van Arles, illuminatie uit de 14e eeuw.

Hilarius van Arles (mogelijk in Gallië, ca. 403 – Arles (Gallië), 5 mei 449) was bekend als aartsbisschop van Arles, kerkleider en verdediger van kerkelijke tucht. Hij is de patroon van de stad Arles en van bisschoppen in moeilijke tijden.

## Leven
Hilarius van Arles werd geboren rond het jaar 403 in Gallië. Hij stamde waarschijnlijk uit een adellijke familie en trad jong in het klooster van Lérins, dat in zijn tijd onder leiding stond van zijn oom, de heilige Honoratus van Arles. Toen Honoratus tot bisschop van Arles werd gekozen, nam hij Hilarius mee als zijn leerling en assistent.
Na de dood van Honoratus werd Hilarius op 29-jarige leeftijd gekozen tot aartsbisschop van Arles (ca. 429). Ondanks zijn jonge leeftijd verwierf hij snel faam als een vrome en energieke kerkleider, die een sobere levensstijl combineerde met ijver voor de kerkelijke tucht.

## Kerkelijk leiderschap
Als aartsbisschop streed Hilarius voor de versterking van de kerkelijke orde in Gallië. Hij werd door paus Celestinus I erkend als pauselijk vicaris voor Gallië, wat hem aanzienlijke autoriteit gaf over andere Gallische bisschoppen. Hij oefende actief toezicht uit, riep synodes bijeen en trad op tegen misstanden, onder andere door bisschoppen die hij als onwaardig beschouwde af te zetten.
Zijn rigoureuze optreden leidde echter tot conflicten, vooral met bisschop Germanus van Auxerre en bisschop Cheledonius van Besançon, die hij had afgezet. Paus Leo de Grote kwam tussenbeide en trok Hilarius’ bevoegdheden als pauselijk vicaris in – wat zijn invloed sterk verminderde.

## Overlijden en verering
Hilarius stierf op 5 mei 449. Ondanks het conflict met Rome bleef hij gerespecteerd om zijn persoonlijke heiligheid, zijn inzet voor kerkelijke hervorming en zijn trouw aan de monastieke idealen. Hij werd al snel vereerd als heilige, vooral in Zuid-Frankrijk.
Zijn graf in Arles werd een bedevaartsoord, en hij wordt nog steeds in de Rooms-Katholieke Kerk herdacht op 5 mei.

## Nalatenschap
Hilarius was een voorbeeld van bisschoppelijk leiderschap in de vroege middeleeuwen: moedig, hervormingsgezind, maar ook niet vrij van conflicten. Hij schreef ook kerkelijke brieven en homilieën, waarvan slechts enkele fragmenten bewaard zijn gebleven. Zijn nauwe band met het kloosterleven beïnvloedde de Gallo-Romeinse kerk diepgaand.